# Сайлънт Хил
Сайлънт Хил (на английски: Silent Hill) е филм на ужасите от 2006 г. по мотиви от известната поредица видеоигри Silent Hill.
Сюжетът се базира главно върху Silent Hill 1, като включва мотиви от Silent Hill 2 и Silent Hill 3. Режисьор на филма е Кристоф Ганс, а музиката е от саундтраковете на първите три игри от поредицата, дело на японския композитор Акира Ямаока. Жанрово филмът е определян още като драма, фентъзи и трилър. Смята се за най-успешната екранизация на компютърна игра. Не се препоръчва за непълнолетни.

## Сюжет
Внимание:  Текстът по-долу разкрива сюжета на произведението (или части от него)!
Малката Шарън има халюцинации, свързани с място, наречено Сайлънт Хил. Доведените ѝ родители Роуз и Кристофър Да Силва са обезпокоени за нейното психическо здраве. Въпреки несъгласието на съпруга си, Роуз решава да заведе момичето в града, който е в основата на кошмарите му. По пътя след джипа се впуска полицейският патрул Сибил Бенет, която се опитва да предотврати проникването им в опасния Сайлънт Хил. Когато на шосето се изпречва силует, джипът и полицейският мотоциклет претърпяват катастрофа. Идвайки на себе си, Роуз открива, че дъщеря ѝ е изчезнала, а самата тя е попаднала на твърде странно място. Пътят назад е прекъснат от пропаст, от мътното небе се сипе пепел върху пустите улици. Роуз се впуска след призрачния силует на дъщеря си и попада в един кошмарен свят на чудовища и демони. В търсенето на Шарън ѝ помага полицай Бенет, която също е оцеляла след произшествието. Докато те се борят за живота си, Кристофър Да Силва успява да влезе в града с помощта на инспектор Гучи. Но той няма да види тук нито Роуз, нито Шарън. Градът има алтернативна същност, в която не всеки може да проникне. Постепенно от разкритията на Кристофър в архива на съседния град и приключенията на Роуз, зрителят узнава за причините, превърнали преди 30 години провинциалния град в преизподня. В дъното на всичко е сатанинската секта, предвождана от своята пророчица Кристабела и чудовищното им деяние над малката Алеса. Фанатиците са освободили сили, които сега не могат да контролират. За да избави Шерън, майката трябва да открие връзката ѝ със злочестата Алеса Гилеспи. Роуз успява, но щастлив ли е финалът? Историите, завършващи с „хепиенд“, са рядкост в света на Сайлънт Хил.

## Актьори и персонажи
- Рада Мичъл – Роуз Да Силва, приемна майка на Шарън. Още от самото начало става ясно, че е смела и решителна жена.
- Лори Холдън  – Сибил Бенет, млада жена, полицейски офицер от съседния град. Носи името на подобен персонаж от "Silent Hill 1".
- Дебора Кара Ънгър – Далия Гилеспи, майката на Алеса. За разлика от едноименния персонаж от "Silent Hill 1", тя е жертва на наивната си вяра в Кристабела и последователите ѝ.
- Шон Бийн – Кристофър Да Силва, бащата на Шарън. Първоначално персонажът му трябвало да заема по-важно място в сюжета, но впоследствие остава на заден план.
- Джодели Ферланд  – Шарън/Алеса. Малката Джодели се справя успешно с трудната роля на невинната Шерън и демона Алеса.
- Тим Коат – инспектор Гучи, който навремето е спасил Алеса от пламъците. Знае доста за случилото се в Сайлънт Хил, но говори за него твърде неохотно.
- Алис Крейдж – Кристабела, бивша директорка на „Мидуич скуул“ и лидер на сектата, в която е почитана като пророк.
- Роберто Кампанела  – Колин, „Червената пирамида“ и „Стражът“. Актьорът едновременно изпълнява ролята на трима от най-неприятните персонажи във филма: изнасилвача Колин, палача „Червената пирамида“ (Пирамидоглавия от "Silent Hill 2") и съществото, наречено „Страж“ (заимствано от „Изммания силует“ в "Silent Hill 2").

## Екип
- Сценаристи – Роджър Ейвъри, Кристоф Ганс
- Режисьор – Кристоф Ганс
- Продуценти – Дон Кармъди, Самюъл Хадида
- Оператор – Дан Лостсен
- Композитори – Акира Ямаока, Джеф Данна
- Художници – Елинор Роуз Голбрайт, Джеймс Мак Атър
- Монтаж – Себастиян Пранджери
- Костюми – Уенди Партридж
- Декори – Питър Николакакос
- Специални ефекти – Джейсън Барнет, Дейвид Бенеке и др.

## Номинации
- 2006 – Номинация в категория „Най-добър актьор“ за Рада Мичъл от Австралийския филмов институт.
- 2006 – Номинация за „Най-добър филм на ужасите“ от Голдън Трейлър Ауърдс (Golden Trailer Awards).